# Вуд Тауншип (округ Гантінгдон, Пенсільванія)
Вуд Тауншип (англ. Wood Township) — селище (англ. township) в США, в окрузі Гантінгдон штату Пенсільванія. Населення — 612 особи (2020).

## Демографія
Згідно з переписом 2010 року, у селищі мешкало 708 осіб у 279 домогосподарствах у складі 198 родин. Було 409 помешкань
Расовий склад населення:
| - 98,3 % — білих - 0,3 % — чорних або афроамериканців - 0,3 % — азіатів - 0,1 % — корінних американців |

До двох чи більше рас належало 1,0 %. Частка іспаномовних становила 0,4 % від усіх жителів.
За віковим діапазоном населення розподілялося таким чином: 24,9 % — особи молодші 18 років, 56,5 % — особи у віці 18—64 років, 18,6 % — особи у віці 65 років та старші. Медіана віку мешканця становила 40,6 року. На 100 осіб жіночої статі у селищі припадало 93,4 чоловіків;  на 100 жінок у віці від 18 років та старших — 100,0 чоловіків також старших 18 років.
Середній дохід на одне домашнє господарство  становив 56 927 доларів США (медіана — 46 071), а середній дохід на одну сім'ю — 62 153 долари (медіана — 48 750). Медіана доходів становила 41 420 доларів для чоловіків та 26 354 долари для жінок. За межею бідності перебувало 11,1 % осіб, у тому числі 11,5 % дітей у віці до 18 років та 6,8 % осіб у віці 65 років та старших.
Цивільне працевлаштоване населення становило 292 особи. Основні галузі зайнятості: виробництво — 26,4 %, освіта, охорона здоров'я та соціальна допомога — 24,0 %, роздрібна торгівля — 10,3 %, будівництво — 10,3 %.